# Henk van Spaandonck
Henk van Spaandonck (Roosendal, 1913. június 25. – 1982. július 31.), holland válogatott labdarúgó.
A holland válogatott tagjaként részt vett az 1938-as világbajnokságon.